# Plainval
Plainval település Franciaországban, Oise megyében. Lakosainak száma 417 fő (2022. január 1.). Plainval Brunvillers-la-Motte, Maignelay-Montigny, Le Plessier-sur-Saint-Just, Quinquempoix, Ravenel és Saint-Just-en-Chaussée községekkel határos.

## Népesség
A település népességének változása:
| Lakosok száma | 404  | 400  | 405  | 403  | 404  | 409  | 410  | 412  | 417  |
|               | 2013 | 2015 | 2016 | 2017 | 2018 | 2019 | 2020 | 2021 | 2022 |